# Nico Claesen
Nico Claesen (1 d'octubre de 1962) és un exfutbolista belga.

## Selecció de Bèlgica
Va formar part de l'equip belga a la Copa del Món de 1986. Fou jugador del Tottenham Hotspur FC el 1986.